# 30. Infanterie-Division (Wehrmacht)
La 30. Infanterie-Division fu una divisione dell'esercito tedesco attiva durante la seconda guerra mondiale, che venne creata nel 1936 e fu impiegata nella campagna di Polonia, nella campagna di Francia e sul fronte orientale, dove fu catturata nel 1945.

## Storia

### Formazione e Campagna di Polonia
La divisione fu costituita il 1° ottobre 1936 a Lubecca e fu mobilitata il 26 agosto 1939. Il 1° settembre 1939 attraversò il confine polacco dalla zona a nord-est di Breslavia verso Lodz e dopo aver combattuto vicino a Kalisch, attraversò la Vistola, vicino a Warta, per poi avanzare attraverso e Uniejew e Bzura, dove ci furono aspre battaglie. Dopo la battaglia del Bzura, la divisione inseguì le unità polacche sconfitte nell'area a nord di Lowicz.

### Campagna di Francia

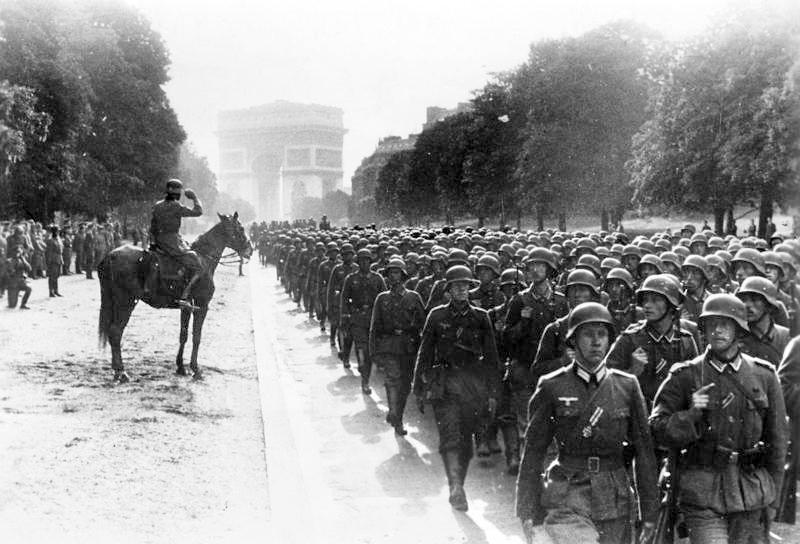
Unità della 30. Infanterie-Division, che marciano a Parigi, di fronte al generale Kurt von Briesen.

Dopo la fine della campagna di Polonia, fu spostata nell'Eifel, dove, nel dicembre 1939, cedette un battaglione alla 170. Infanterie-Division. Durante l'inverno tra il 1939 ed il 1940 venne schierata tra Viersen e Mönchengladbach ed il 10 maggio avanzò in Olanda Meridionale, nel Limburgo, attraversò poi il Belgio e la Mosa tra Venlo e Roermond. Successivamente attraversò il Canale Alberto a Lovanio, il Dendre, la Schelda ad Audenarde ed il Lys. L'attacco finale ha portato la divisione attraverso l'Yser a sud-est di Ypres e durante la seconda parte della campagna, seguì le precedenti unità tedesche ed il 16 giugno occupò Parigi, dove rimase fino ad agosto. Venne poi spostata nella zona di Caen e Lisieux, nel nord della Francia, per prepararsi all'operazione Leone marino ed alla fine di dicembre 1940, fu impiegata come forza di occupazione tra L'Aia, Utrecht e Leida.

### Fronte orientale
Nel maggio 1941 fu trasferita a Insterburg, nella Prussia orientale e dal 22 giugno 1941 partecipò all'operazione Barbarossa, marciando fino alla zona di Oposchka. Tra luglio e agosto prese parte agli inseguimenti a sud-est di Dno e virò a est per raggiungere la zona vicino Staraya Russa; ciò diede inizio ad una guerra di trincea a nord di Demyansk. Nell'inverno tra il 1941 ed il 1942 rimase intrappolata nella sacca di Demyansk, fino al marzo 1943, con la divisione schierata principalmente nella sezione nord-orientale della sacca. Dopo aver ripulito la sacca, la divisione è stata schierata a difesa di Staraya Russa ed alla fine dell'offensiva invernale sovietica nel gennaio 1944 tra Leningrado e il lago Ilmen, dovette ritirarsi tra Ostrow, Opochka e Pskov. Da luglio a ottobre si ritirò sugli Stati baltici e passando per Riga nell'ottobre 1944 arrivò in Curlandia, dove nel 1945 combatté a ovest di Skuodas. Capitolò alle truppe dell'armata rossa ad est di Libau in Lettonia, nel maggio del 1945.

## Ordine di battaglia

### 30. Infanterie-Division ottobre 1936
- Infanterie-Regiment 6
- Infanterie-Regiment 26
- Infanterie-Regiment 46
- Artillerie-Regiment 30
- Infanterie-Divisions-Nachrichten-Abteilung 30[1]

### 30. Infanterie-Division ottobre 1937
- Infanterie-Regiment 6
- Infanterie-Regiment 26
- Infanterie-Regiment 46
- Artillerie-Regiment 30
- Artillerie-Regiment 66
- Pionier-Bataillon 30
- Panzerabwehr-Abteilung 30
- Infanterie-Divisions-Nachrichten-Abteilung 30[1]

### 30. Infanterie-Division settembre 1939
- Infanterie-Regiment 6
- Infanterie-Regiment 26
- Infanterie-Regiment 46
- Artillerie-Regiment 30
- Artillerie-Regiment 66
- Beobachtungs-Abteilung 30
- Pionier-Bataillon 30
- Feldersatz-Bataillon 30
- Panzerabwehr-Abteilung 30
- Aufklärungs-Abteilung 30
- Infanterie-Divisions-Nachrichten-Abteilung 30
- Infanterie-Divisions-Nachschubführer 30[1]

### 30. Infanterie-Division settembre 1943
- Grenadier-Regiment 6
- Füsilier-Regiment 26
- Grenadier-Regiment 46
- Artillerie-Regiment 30
- Pionier-Bataillon 30
- Feldersatz-Bataillon 30
- Panzerjäger-Abteilung 30
- Aufklärungs-Abteilung 30
- Infanterie-Divisions-Nachrichten-Abteilung 30
- Kommandeur der Infanterie-Divisions-Nachschubtruppen 30[1]

## Decorazioni
Alcuni soldati della 30. Infanterie-division furono premiati per le loro azioni in guerra:
- Croce Tedesca
  - in oro: 35
- Croce di Cavaliere della croce di ferro: 43[4]
  - Croce di Cavaliere con foglie di quercia: 3
  - Croce di Cavaliere con foglie di quercia e spade:
- Distintivo per combattimenti ravvicinati:
  - in bronzo: 5
  - in argento: 1

## Comandanti
- Generalleutnant Carl-Heinrich von Stülpnagel (1° ottobre 1936 - 4 febbraio 1938)
- Generalmajor Kurt von Briesen (4 febbraio 1938 - 1° luglio 1939)
- Generalleutnant Franz Böhme (1° luglio 1939 - 19 luglio 1939)
- General der Infanterie Kurt von Briesen (19 luglio 1939 - 25 novembre 1941)
- Generalmajor Walter Buechs (novembre 1940 - 5 gennaio 1941)
- General der Infanterie Kurt von Tippelskirch (5 gennaio 1941 - 5 luglio 1942)
- Generalleutnant Thomas-Emil von Wickede (5 luglio 1942 - settembre 1943)
- Generalleutnant Paul Winter (settembre 1943 - 29 ottobre 1943)
- Generalmajor Gerhard Henke (29 ottobre 1943 - 5 novembre 1943)
- General der Infanterie Wilhelm Hasse (5 novembre 1943 - 15 marzo 1944)
- Generalleutnant Hans von Basse (15 marzo 1944 - 15 agosto 1944)
- Generalmajor Otto Barth (15 agosto 1944 - 30 gennaio 1945)
- Generalleutnant Albert Henze (30 gennaio 1945 - maggio 1945)[1]